# Hötorget metróállomás
A Hötorget egy metróállomás Svédországban, a fővárosban, Stockholmban a Stockholmi metró zöld vonalán.

## Metróvonalak
Az állomást az alábbi metróvonalak érintik:
- zöld metróvonal

## Kapcsolódó állomások
A metróállomáshoz az alábbi állomások vannak a legközelebb:
- Rådmansgatan metróállomás (Hässelby strand metro station, észak, Line 19)
- T-Centralen (Skarpnäck metro station, dél, Line 17)
- Rådmansgatan metróállomás (Alvik metro station, Line 18)
- Rådmansgatan metróállomás (Åkeshov metro station, Line 17)
- T-Centralen (Farsta strand metro station, Line 18)
- T-Centralen (Hagsätra metro station, Line 19)